# Gardové jednotky Rudé armády

Gardový odznak

Označení gardová bylo přidělováno vojenským jednotkám Rudé armády během druhé světové války.
Užívání označení bylo zavedeno rozkazem lidového komisaře obrany č. 308 ze dne 18. 9. 1941, kdy byly takto označeny 100., 127, 153. a 161. divize, které se vyznamenaly v bitvě u Jelni. Tyto divize pak nesly označení 1., 2., 3. a 4. gardová. Označení nebylo přidělováno jen divizím, ale i jednotkám jiných úrovní, např. plukům, vždy si je však musely zasloužit v boji. Jednotky označené jako gardové pak byly považovány za elitní. Příslušníci těchto jednotek byli označováni gardovým odznakem - nad rudou hvězdou v bílém poli rudý prapor se zlatým nápisem GARDA. Zároveň používali před hodnostním označením přídomek gardový.